# Arnold Edward Ortmann
Arnold Edward Ortmann, citato anche con la grafia Arnold Eduard Ortmann (Magdeburgo, 8 aprile 1863 – Pittsburgh, 3 gennaio 1927), è stato un naturalista e zoologo tedesco naturalizzato statunitense, specializzato in malacologia.

## Biografia
Figlio di un insegnante di grammatica, Ortmann nacque a Magdeburgo, nell'allora Prussia, l'8 aprile 1863. Dopo aver frequentato istituti scolastici a Magdeburgo e Schleusingen, dal 1882 focalizzò i suoi studi sulle scienze naturali. Allievo di Ernst Haeckel, tra il 1885 e il 1886 fu assistente all'Istituto Botanico di Jena, laureandosi nel frattempo all'Università di Jena nel 1885 con un dottorato di ricerca. Negli ultimi anni di formazione studiò anche presso le università di Kiel e di Strasburgo, lavorando come docente in ques'ultima a partire dal 1886.
Nel 1887 venne assunto come assistente al museo zoologico di Strasburgo, incarico che ricoprì fino al 1894, affiancando nel frattempo Haeckel in una spedizione nell'allora Africa Orientale Tedesca tra il 1890 e il 1891.
Nel 1894 sposò Anna Zaiss, dalla quale ebbe un figlio e due figlie, anno in cui si recò negli Stati Uniti d'America, dove ottenne un posto di curatore del dipartimento di paleontologia degli invertebrati all'Università di Princeton, ateneo dove insegnò anche geografia fisica. Grazie alla sua attività nel campo naturalistico fu eletto membro dell'American Philosophical Society nel 1897 Nel 1899 partecipò alla spedizione Peary Relief per poi essere, un anno più tardi, naturalizzato cittadino statunitense.
Nel 1903 si trasferì a Pittsburgh, dove assunse l'incarico di curatore di zoologia degli invertebrati presso il locale Carnegie Museum of Natural History. Fu anche docente di zoogeografia dal 1909 e professore di geografia fisica all'Università di Pittsburgh, dove nel 1911 ottenne anche il titolo aggiuntivo di Sc.D, dal 1910 al 1925, anno in cui divenne titolare della cattedra di zoologia in quella stessa università. Divenne inoltre membro dell'Accademia Cesarea Leopoldina nel 1912 e pubblicò materiale autobiografico nella pubblicazione commemorativa per il 70º compleanno di Ernst Haeckel (Denkschriften med.-naturwiss. Gesellschaft Jena 1904).
Morì a Pittsburgh il 3 gennaio 1927.

## Opere
- (DE) Arnold Eduard Ortmann, Grundzüge der Marinen Tiergeographie, 1886, ISBN non esistente.
- Flora Hennebergica. Enthaltend die im preußischen Kreise Schleusingen und den benachbarten Gebieten wildwachsenden Gefäßpflanzen, 1887
- Studien über Systematik und geographische Verbreitung der Steinkorallen, Zoolog. Jahrbücher, Abteilung für Systematik, Ökologie und Geographie der Tiere, 3, 1888, S. 143–188
- Japanische Cephalopoden, Zoolog. Jahrbücher, 3, 1888, S. 639–670
- Beobachtungen an Steinkorallen von d. Südküste Ceylons, Zoolog. Jahrbücher 4, 1889, S. 493–590
- Die Japanische Bryozoenfauna, Archiv f. Naturgeschichte, Band 56, 1890,  S. 1–74
- Decapoden und Schizopoden, Ergebnisse der Plankton-Expedition der Humboldt-Stiftung, Band 2, 1893, Biodiversity Library
- Das System der Decapoden Krebse, Zoologische Jahrbücher, 9, 1897, S. 409–453
- Die Morphologie des Skeletts der Steinkorallen in Beziehung zur Koloniebildung, Z. f. wissenschaftliche Zoologie, Band 50, 1890, S. 278–316
- Grundzüge der marinen Tiergeographie, Jena: G. Fischer 1896, Biodiversity Library
- Synopsis of the collections of invertebrate fossils made by the Princeton Expedition to Southern Patagonia, American Journal for Science, Band 10, 1900, S. 368–381
- Crustaceen, in: Denkschriften der med.-naturwiss. Ges. zu Jena 8, 1894, S. 3–80, Biodiversity Library
- Decapoden, in Heinrich Georg Bronn u. a.: Klassen und Ordnungen des Thier-Reichs, S. 1898–1900
- A monograph of the najades of Pennsylvania, Teil 1,2, Memoirs of the Carnegie Museum 4, 1911, S. 279–347, Teil 3, Memoirs of the Carnegie Museum, 8, 1919 (384 Seiten)
- The crawfishes of the State of Pennsylvania, Memoirs of the Carnegie Mus. of Pittsburgh, Band 2, 1906, S. 343–533, Biodiversity Library
- South American Naiades, a contribution to the knowledge of the freshwater mussels of South America, Memoirs of the Carnegie Mus. of Pittsburgh, Band 8, 1921, S. 451–684, Biodiversity Library

| A.E.Ortmann è l'abbreviazione standard utilizzata per le piante descritte da Arnold Edward Ortmann. Consulta l'elenco delle piante assegnate a questo autore dall'IPNI. |

| Ortmann è l'abbreviazione standard utilizzata per le specie animali descritte da Arnold Edward Ortmann. Categoria:Taxa classificati da Arnold Edward Ortmann |